# الذراع (صنعاء)
الذراع هي إحدى قرى مديرية بني ضبيان التابعة لمحافظة صنعاء اليمنية، بلغ تعداد سكانها 959 نسمة حسب الإحصاء الذي جرى عام 2004.